# 岳宋乡
岳宋乡（佤语：yaong feng:1157），是中华人民共和国云南省普洱市西盟佤族自治县下辖的一个乡镇级行政单位。

## 行政区划
岳宋乡下辖以下地区：
曼亨村、岳宋村和班帅村。